# Vittjärnen (Grangärde socken, Dalarna, 667066-143671)
Vittjärnen är en sjö i Ludvika kommun i Dalarna och ingår i Norrströms huvudavrinningsområde.